# Canedo de Basto e Corgo
Canedo de Basto e Corgo (oficialmente: União das Freguesias de Canedo de Basto e Corgo) é uma freguesia portuguesa do município de Celorico de Basto, com 13,23 km² de área e 1101 habitantes (censo de 2021). A sua densidade populacional é 83,2 hab./km².

## História
Foi constituída em 2013, no âmbito de uma reforma administrativa nacional, pela agregação das antigas freguesias de Canedo de Basto e São Romão do Corgo e tem a sede em Canedo de Basto.

## Demografia
A população registada nos censos foi:
| Distribuição da População por Grupos Etários | Distribuição da População por Grupos Etários | Distribuição da População por Grupos Etários | Distribuição da População por Grupos Etários | Distribuição da População por Grupos Etários | Distribuição da População por Grupos Etários |
| -------------------------------------------- | -------------------------------------------- | -------------------------------------------- | -------------------------------------------- | -------------------------------------------- | -------------------------------------------- |
| Antes da agregação                           |                                              |                                              |                                              |                                              |                                              |
| Ano                                          | 0-14 anos                                    | 15-24 anos                                   | 25-64 anos                                   | >= 65 anos                                   | Total                                        |
| 2001                                         | 227                                          | 274                                          | 578                                          | 273                                          | 1352                                         |
| 2011                                         | 157                                          | 170                                          | 735                                          | 259                                          | 1321                                         |
| Após a agregação                             |                                              |                                              |                                              |                                              |                                              |
| Ano                                          | 0-14 anos                                    | 15-24 anos                                   | 25-64 anos                                   | >= 65 anos                                   | Total                                        |
| 2021                                         | 142                                          | 91                                           | 586                                          | 282                                          | 1101                                         |